# 小克雷沃克尔
小克雷沃克尔（法語：Crèvecœur-le-Petit，法語發音：[kʁɛvkœʁ lə pəti]）是法国瓦兹省的一个市镇，属于克莱蒙区。

## 地理
小克雷沃克尔（49°34'37"N, 2°30'13"E）面积3.33 平方千米，位于法国上法蘭西大區瓦兹省，该省份为法国北部内陆省份，北起索姆省，西接厄尔省和滨海塞纳省，南至塞纳-马恩省和瓦兹河谷省，东临埃纳省。
与小克雷沃克尔接壤的市镇（或旧市镇、城区）包括：费里耶尔、迈涅莱-蒙蒂尼、桑莫兰维莱、韦勒-佩雷讷。

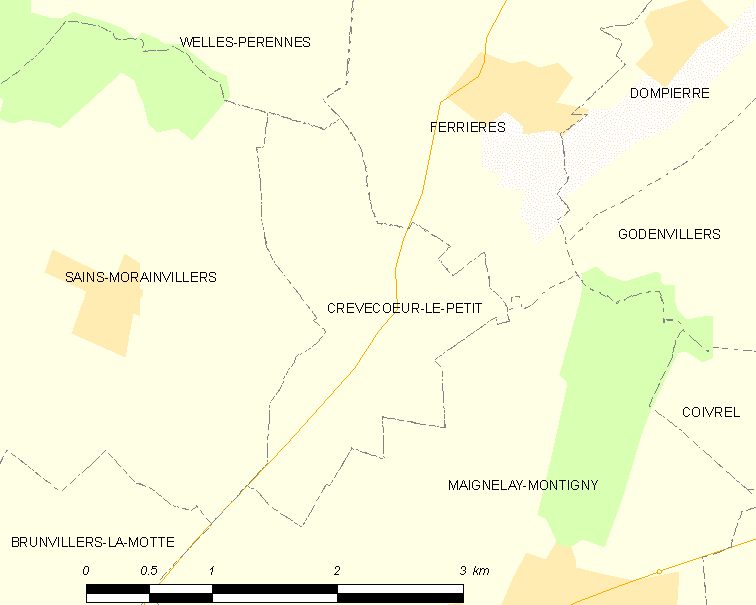
小克雷沃克尔的OSM定位图

小克雷沃克尔的时区为UTC+01:00、UTC+02:00（夏令时）。

## 行政
小克雷沃克尔的邮政编码为60420，INSEE市镇编码为60179。

## 政治
小克雷沃克尔所属的省级选区为埃斯特雷圣但尼县。

## 人口

1962-2008年间小克雷沃克尔人口变化图示

小克雷沃克尔于2022年1月1日时的人口数量为157人。